# بيج فيش
بيج فيش (بالإنجليزية: Big Fish؛ يترجم كـ « السمكة الكبيرة »)‏ هو فيلم فنتازيا ودراما، أنتج في 2003. مخرج هذا الفيلم هو تيم برتون وكاتب السيناريو هو جون اوغست. وهذا الفيلم مقتبس بشكل صغير عن رواية: سمكة كبيرة للكاتب دانيل واليس. هذا الفيلم من بطولة ايوان مكريغير، وهيلينا بونهام كارتر، وداني ديفيتو، والعديد من النجوم.ويل بلوم يرجع إلى عائلته في ولاية ألاباما، بعد أن قضي السنوات الثلاث الأخيرة لا يتكلم فيها مع والده، ورجع فورا عندما علم أن والده، إدوارد، في حالة خطيرة. إدوارد يروي قصة حياته العجيبة بطريقته الخاصة لابنه، المليئة بالأحداث المشوقة. يحاول ابنه ويل أن يتعرف على والده أكثر كي يجد الحقيقة، ليتكشف أن والده، بالفعل، عاش حياة ملئية بالمغامرات.

## الجوائز
حاز هذا الفيلم على تقبل رائع من قبل المشاهدين والنقاد، حيث حاز هذا الفيلم على 4 ترشيحات غولدن غلوب وترشيح لجائزة الأوسكار.
السمكة الكبيرة هو فيلم دراما خيالى من إنتاج الولايات المتحدة الأمريكية كتبه جون أغسطس واخرجه تيم برتون عام 2003. قام كلا من ايوان ماكجريجوروألبرت فينى وبيلى كرودوب وجيسكا لانج وألسيون لوهمان وستيف بوسكيمي وهيلينا بونهام كارترو داني ديفيتو بادوار البطولة في الفيلم الذي اعده دانييل ويلكا من روايته المعروفة بروايه في المقاييس الاسطورية.

عاد ويل بوليم إلى جانب عائلته المقيمه بالباما عقب السنة الثالثة التي مرت دون اى محادثة مع والده ادوارد. بدأ ادوارد الذي كان يعرف موته بقص حكاية حياته باسلوبه القائم على الاحداث الفريده من نوعها والمبالغ فيها والمفرطه والخيايلة الكاملة وتم احياء شباب ادوارد في الماضى من قبل ماكجريجور اى قام ماكجريجور بدور ادوارد في فترة صباه. خطط إخراج الفيلم من قبل ستيفن شبيلبرج وذلك قبل تيم بورتن الذي اصدر مشروع إخراج الفيلم مع وفاة والده فلم يتضمن الفيلم الذي اصدره بورتن في الباما محتويات بقدر أفلام بورتن ماكس التي تضمن الخيال والشبح والايدى. اوضح النقاد فيلم بورتن على انه الحدث الهام. ترشح لجائزة الاوسكاروجائزة غولدن كلا من الفيلمين الأول (dort dalda Altin لكوريا وفيلم ((dalda مع اللحن المبتكر لدانيي الفمان.

## الموضوع
يتضمن استمرار الكتابة معلومة تفصيلية بخصوص موضوع الحدث. قص ادوارد نفس الحكاية إلى ولده ويل طوال السنوات. وفي اليوم الذي ولد به ويل كان يمسك سمكة ضخمه ليس من الممكن امساكها كما كان يمسك أيضا خاتم خطوبته. كلما بدأ والده ادوارد بقص هذه الحكاية في حفلة زفاف ويل تتراجع العلاقات ومن ثم لم يتحدثوا مع بعضهم البعض طوال ثلاثة اعوام. أصبح ويل صحفيا في باريس وعندما بدأت صحة والده بالتدهور عاد ويل إلى الباما ومعه زوجته جوزفينا. تذكر ويل في الطائرة حكاية والده عندما كان طفل ودخل إلى مستنقع وتقابل مع عجوز وضحت له كيف سيموت وذلك بعين زجاجية والمعروفة بالبلورة السحرية. ادوارد الذي يعلم بكيفية موته لم يجد اى موقف غريب لن يواجهه. كان ادوارد بارع بخصوص سرد حكايته ووفقا لحكايته لم يصدق جسمه حينما كان طفلا لانه صار بدينا وعلى الرغم من ذلك أصبح رياضيا ناجح وذلك بعد ان ظل طريح الفراش طول الثلاث سنوات ولكن كانت بلدته اشتون صغيرة جدا بسبب شغف ادوارد. تقابل ادوارد مع كارل وخرجوا معا إلى الطريق. ادوارد الذي اعطى كلمة بانه لن يعود إلى اشتون مرة أخرى على الإطلاق زاغ عن الطريق الملئ بالاشباح وذلك اثناء سفره وتقابل مع نورثر وينسلوالشاعر المفقود مع الاشخاص الاحياء الاصدقاء والمضيافين بداخل الغابة واستكشف نورثر بلدة صغيره عرفت باسم سبكتر التي كان يعيش بها ولا يعرف الحذاء مطلقا. لم يرد ادوارد ان يحل محلها اى منهما وانفصل عن القرية ولكن اعطى كلمة انه سيعود مرة أخرى من اجل الفتاة التي تدعى جينى. عندما ذهب كارل وادوارد إلى السيرك وقع كارل اتفاقيه مع اموس كالواى صاحب السيرك وفي تلك الاثناء راى ادوارد حلم حياته وتوقف الزمن وعندما بدأ الزمن في المضى قدما فقد ادوارد الفتاة ومن اجل ان يتعلم من تكون وعد انه سيعمل ليلا ونهارا دون أخذ اى اجرة وكان كل شهر خلال الثلاث سنوات يتعلم شئ جديد خارج العنوان والاسم بخصوص الفتاة. وذات يوم اكتشف ادوارد ان اموس هو رجل الذئب ومن اجل تهدئته بدأ باللعب بعصاه معه. قال اموس ان الفتاة التي تدعى ساندرا ذهبت إلى جامعة أوبورن من اجل الشكر المقابل لعطف ومعروف ادوارد. ادوارد علم ان ساندرا مخطوبه لدون برايس الاشتونى ومن اجل ان يظهر قولها وجد عدة سبل ومنها انه قام بجمع ورود النرجس (أكثر الورود التي تحبها ساندرا) الموجودة بالولايات الخمس. وبينما كان ادوارد وساندرا يتحدثون ويمسكون ورود النرجس جاء دون ولكم ادوارد واعاد خاتم الخطوبة إلى ساندرا. وفي اللحظة التي تعافى فيها ادروارد في المستشفى استدعى إلى العسكر من قبل الجيش وارسل إلى كوريا. اقنع ادوارد بين وجينج الراقصان المشهوران اللذان استخدما البارشوت كوسيلة ترفيه بدلا من الاحصنه في العودة إلى الولايات المتحدة مما جعلهم مشهورين. تم تحديد امكانيات ادوراد للعمل قانونيا واصبح بائع يتجول من باب إلى باب. افلس ادوارد مرة أخرى وعندما راى نورثر وينلسو أصبح مساعدا له بدون اى فرق وقرر نهب البنك. ويل الذي لم يتاثر مطلقا بالحكاية التي قصها والده ادوارد قال انه يريد ان يعرف الحقيقة فعمل على توضيح شخصية ادوارد أو من يكون ادوارد. كان قصصى. عندما فحص ويل مكتب والده ادوارد القديم تعرف على جينى الراشده هناك.واخبرت جينى ويل انها افلست ولكن استطاعت ان تشترى منزل في مزاد علنى وذلك بمساعدة ادوارد المالية التي قدمها لها وكيف تم خطبتها من جديد. قصت جينى لويل انها كانت عاشقة لادوارد ولكن من اجل ادوارد كانت ساندرا هي المراة الوحيدة له في الدنيا. عندما ذهب ويل إلى المنزل علم بان والده في المستشفى واجتاز الازمة القلبية وبدأ بسرد حكايته إلى والده في المستشفى وذهب الجميع إلى النهر من اجل الالتحاق باستعراض السفر الاخير لادوارد فارين من وقال ادوارد قبل ان يموت حكاية حياتى.رأى ويل في حفلة جنازة والده صديقه الذي صدق بالحقيقة في حكاية والده خارج الصف كما راى أيضا اموس وكارل وبين وجينج ونورثر والكثيرون.

## طاقم التمثيل
1. قام ألبرت فينى بدور ادوارد بولم البائع القديم المحب لسرد الحكايات.
2. قام ايوان ماكجريجور بدور ادواردالشاب، بينما قام بيرى والستون باحياء طفولة ادوارد.
3. قام بيلى كرودوب بدور ول بولم ابن ادوارد.
4. قامت جيسيكا لانج دور ساندرا بولم زوجة ادوارد.
5. قامت ألسيون لوهمان بدور ساندرا تمبلتون الفتاة الشابة التي عشقها ادوارد من النظرة الآولى.
6. قامت ماريون كوتيار بدور زوجة ول الفرنسية جوزفين.
7. قامت هيلينا بونهام كارتر بدور جينى معلمة البيانو المطلقة والمقيمه في سبارتشا.
8. قامت هيلى أن نيلسون بدور جينى الفتاة ذات الثمانية أعوام، وذلك بالإضافة إلى كارتر العجوز المسنة التي وضحت لول كيف سيموت وذلك حينما كان طفلا.
9. قام دكتور روبرت غيوم بدور دكتور بانت دكتور العائلة.
10. قام ماثيو مكغرورى بدور كارل العملاق الذي أوجد مشكلة مجاعة الحيوانات وأصبح صديق ادوارد وتركوا استون معا.
11. قام داني ديفيتو بدور عاموس جلوواى مدير السرك الذي اعطى العمل لادوارد وكارل، بالإضافة إلى انه رجل الذئب.
12. قام ستيف بوسكيمي، الرياح الشمالية ينسلوستيف بوسكيمى بدور نوثر ونسلو الشاعر الآستونى المفقود، وعندما رحل من سبرتشا وبعد ان تجول في الدنيا بأكملها تقابل مع ول في شارع وال.
13. قام ادى تاى وارلين تاى بدور بينج وجينج التوأم الصينى المغنين للعسكر في كوريا.
14. قام ديفيد دينمان بدور دون برايس المسكين الآستونى الذي ظل تحت ظل نجاح ادوارد المستمر.بالإضافة إلى انه كان خطيب ساندرا، وعندما رأى ادوارد معها فسخ خطوبته بها بعد لكمه ادوارد له.
15. قامت دون واينرايت الثالث بدور بيمان رئيس البلدية في اسبرتشا ووالد جينى.
16. قامت ميسى بايل بدور ميلدريد زوجة بيمان.
17. قام مايلى سايروس بدور روثى البالغ ثمانية أعوام.
18. قام دانيال والاس بدور معلم الاقتصاد.
19. قام ديب روى بدور باى سوج بوتم مهرج السرك والمحامى.

## القصة
قرأالسيناريست جون أوجست المسودة العائدة إلى رواية السمكة الكبيرة وذلك عقب وفاة والده عام1999ومن أجل اعدادها تناول دعم صور كولمبيا. وقع استيفن اسبل برج اتفاقية من أجل الاخراج وذلك في أغسطس عام2000ومن أجل القيام بشخصية ادوارد المسن أملى المسودة إلى أوجست مفكرا في جاك نيكلسون. اجتهد جون أوجست كثيرا لاخراج حكاية امتزجت من كتاب تكون من الاقسام واختار كثيرا من الرواة وفي النهاية أعد المسودة الثالثة مع بدء استيفن اسبل برج بالانشغال بالمشاريع المختلفة. وقبل ان يرسل المسودة الثالثة إلى المخرجين جنكس وبرجه جون تقابل مع ستفهن دلدرى. وقع تيم بورتن اتفاقية في  2002وأعلن ان بورتن سيخرج الفيلم في مايو  2002.لم يكن بورتن قريب من والديه في اى وقت  ولكن تأثر بعمق بوفاه والده في أكتوبر عام2000ووالدته في مارس2002.بعد ان قام بورتن بعمل فيلم كوكب الالقردة أرادعمل فيلم اصغر من ذلك من جديد. فكر بورتن الذي استحسن سناريو السمكة الكبيرة فيلم الحشرة السيئة المقترحة عليه.كما أوضح بورتن انه انخدع للجاذبية التي باتحاد الدراما العاطفية مع الامثال المبالغ فيه التي أذنت لسرد الحكايات المختلفة من الآنواع المختلفة.
قام بورتن بعمل لقاء صغير مع جاك نيكلسون بخصوص هل من الممكن تمثيل شخصية ادوارد الشاب باستخدام تأثير الحاسوب.وفي النهاية دخل المخرج في فترة صعبة اى استخام الممثلين الذين يقومون بدور الشخصيات
. وأخير بدء تصوير الفيلم في يناير 2003بدلا من اكتوبر2002.
تحدد كلامن ايوان ماكجريجور وألبرت فينى لأدوار ادوارد بولم الشاب والمسن. وذلك اعتبارا من أغسطس 2002.اقترح هذا الممثل من قبل جينكس وكوهينالمساعدين الذين عملوا مع ماكجريجور في فيلمه إلى الاسفل مع الحب قبل ذلك.
تشابه تيم بورتن مع جونى ديب الممثل الذي اجتهد بشكل منتظم مع ماكجريجور. رأى بورتن الذي شاهد اداء توم جونز في فيلمه فينى انه يتشابه مع ماكجريجور.وتصادف العمل حيث وجد مقالة قاست الممثلين في مجلة الشعب  واعتبارا من شهر نوفمبر تم تحديد جزء كبير من كادر الممثلين. وبدء تصوير الفيلم في يناير 2003وانتهى في بداية شهر مايو. بدء تصويره في الباما.صورت أولا المشاهد التي تمثل ادوارد المسن من قبل البرت فيني وذلك بصعوبة المشاهد العاطيفية. كان يراقب عمل البرت فيني وماكجريجور منذبداية العمل وبعد ذلك جاء كلا من بورتن وماكجريجور بحالة ترفيهية أضافت روح جديدة إلى جو الفيلم عند بداية التصوير تكون جزء كبير من الفيلم من الارتجالية وخاصة في مشهد ولادة ادوارد والمشاهد التي بكوريا.أثناء تصوير مشاهد السرك ضربت رياح عنيفة السرك وظل جزء كبيرمن السد تحت المياة وعلى الرغم من ذلك لم يقروا انهاء تصوير الفيلم وانتهى تصوير الفيلم في أبريل في الباما، وقبل تكملة الفيلم انتقل إلى باريس لاسبوع. رجح بورتن استخدام الاصوات المصطنعة الخاصة والرسوم المتحركة للكمبيوتر، كما استخدم منهج المنظور القهرى المضطر فكلا من مشهد إعادة ترتيب كارل لبيت جينى ومشهد رفع السيارة لفتح الطرق لول ووالدهادوارد، وبالإضافة لذلك استخدم بورتن في هذا الفيلم لأول مرة درجات اللون التي أضافت جو مختلف لمشاهد الفيلم الرائعة.

تم تلحين موسيقى فيلم السمكة الكبيرة من قبل دانى الفمان الذي اجتهد كثيرا مع بورتن.وبجانب ذلك كانت له إضافة مع أغنيته المسماة برجل الساعة وذلك بعد مشاهدة فيلمايدى فيدر مع بيرل.

## العرض
دخل فيلم السمكة الكبيرة إلى العرض بشكل محدود في البداية في العاشر من ديسمبر لعام 2003 ثم في البلد بأكملها في التاسع من يناير لعام 2004مع شعار المغامرة كبيرة بقدر الحياة نفسها. أصدرت نسخة الفيلم إلى السوق في السابع من يونيو والسابع والعشرين من أبريل لعام 2004مع إصدار الدى في دى وفي التاسع من أبريل لعام 2007ايضا وذلك مع إصدار البلوراى وفي الأول من نوفمبر عرضت النسخة في السوق من جديد مع ملحق كتاب مجلد من أربع وعشرين صفحة. يتضمن تعليق بورتن حول إصدار الدى في دى ملحقات مختلفة ومتنوعة.</ref>
بلغت حصيلة الفيلم في البداية في نهاية الاسبوع14.5مليون دولاروعلى الرغم من تصديق ان الفيلم احتل المركز الأول  الانه وصل إلى 13 مليون دولار واحتل المركز الثانى بعد فيلم ملك الخواتم: عودة الملك. وفي النهاية بلغت حصيلة الفيلم122مليون دولار وهم 66مليون دولار من الولايات المتحة الأمريكية و56فى باقى دول العالم.ترشح الفيلم لجائزة أفضل فيلم سينمائي على الناحية الموسيقية والكوميدية وجوائز غولدن غلوب مع البرت فيني ودانى ألف مان وايدى فيدر، وحاز على الترشح لجوائز الأكاديمية مع لحن ألف مان الرائع.
حازفيلم السمكة الكبيرة على مدح كثير من النقاد وبعضهم وصف هذا الفيلم على انه أفضل فيلم لبورتن. وقال جيفرى وايتسوف انه أفضل فيلم اصدر بجانب فيلم أاد ود وانه أعطى النضج الكامل في الجرعة المسموعة للمحتاج. وأعطى بيتر ترافل للفيلم أربعة من أربعة وقام بتعليقه حول السيناريو الذي شجع وعمق من موهبة بورتن وبالإضافة إلى ذلك مدح أداء ايوان ما كجريجور. وقال ادريان هينجنج ان فيلم السمكة الكبيرة الذي جاء بعد الأفلام المعروفة بملاك تشارلز: خنق كامل وكوكب القردة هو احتفال درامى للأب وولده الفياض والمثير للمشاعر والمعنى الفنى للحكاية.
وقام بتعليق بخصوص الفيلم انه تفاؤلى دون اى عاطفية كثيرة ورومانسى دون اى سأم أو ملل ومثير للمشاعر دون اى تفاهه.وصرح بتى جوتاكر ان فيلم السمكة الكبيرة هو الفيلم المفضل له وان الإنسانية سمكة كبيرة كما انه أبهرنى ولم يظل مع تأثير المزاح. وكتب جيلن ويب من لوس انجلس قائلا ان الحكاية التي قام بورتن باخراجها هي صاحبة موهبة الابتكار والابداع.
وجاءت انتقادات أكثر سلبية من النقاد حيث قال روجر ايبرت ان لن ينكر انه على حق وان الرجل العجوزو نفسه من الصالحين.وترك القصص التي تسرد الترفية وأضاف الساديه. وقام بتعليق بخصوص فيلم الأربعين هوينكات حيث قال انه قصة طويلة بلامبرر ومبالغ فيها ومصطنعة ومفتعلة وهذة الحكايات لاتتجاوز السريالية مطلقا. أخذ فيلم السمكة الكبيرة معدل الشعبية لبرنامج تليفزيونى في روتن توميتوز بشكل ايجابى بنسبة 154فى 199  واستقر في القائمة على انه الأفضل بنسبه 250.

## ألبوم الموسيقى التصويرية
تم تسجيل ألبوم الموسيقى التصويرية التي كتبها دانى الفمان ورشح الألبوم لجائزة الآوسكار وجائزة غولد غلوب لأفضل موسيقى أصلية.

### قائمة الآغانى
1. "Man of the Hour" - Pearl Jam (3:45)
2. "Dinah" - Bing Crosby (2:17)
3. "Everyday" - Buddy Holly (2:09)
4. "All Shook Up" - Elvis Presley (1:58)
5. "Five O'Clock World" - The Vogues (2:10)
6. "Ramblin' Man" - The Allman Brothers Band (4:57)
7. "Let's Work Together" - Canned Heat (3:13)
8. "Pictures" (0:45)
9. "Big Fish (Titles)" (4:32)
10. "Shoe Stealing" (0:54)
11. "Underwater" (1:53)
12. "Sandra's Theme" (2:22)
13. "The Growing Montage" (2:40)
14. "Leaving Spectre" (1:59)
15. "Return to Spectre" (2:12)
16. "Rebuilding" (1:18)
17. "The Journey Home" (2:10)
18. "In the Tub" (1:18)
19. "Sandra's Farewell" (1:16)
20. "Finale" (11:10)
21. "End Titles" (2:41)
22. "Jenny's Theme" (1:45)
23. "Twice the Love (Siamese Twin's Song)" - Bobbi Page and Candice Rumph (1:49)

## روابط خارجية
- بيج فيش على موقع IMDb (الإنجليزية)
- بيج فيش على موقع ميتاكريتيك (الإنجليزية)
- بيج فيش على موقع الموسوعة البريطانية (الإنجليزية)
- بيج فيش على موقع روتن توميتوز (الإنجليزية)
- بيج فيش على موقع نتفليكس (الإنجليزية)
- بيج فيش على موقع قاعدة بيانات الأفلام العربية
- بيج فيش على موقع ألو سيني (الفرنسية)
- بيج فيش على موقع Turner Classic Movies (الإنجليزية)
- بيج فيش على موقع أول موفي (الإنجليزية)
- بيج فيش على موقع بوكس أوفيس موجو (الإنجليزية)